# Melanie Faißt
Melanie Faißt (* 12. Februar 1990 in Titisee-Neustadt, Baden-Württemberg) ist eine ehemalige deutsche Skispringerin. 

## Werdegang
Melanie Faißt wurde als Tochter von Klaus, als Nordischer Kombinierer Teilnehmer im Weltcup, und Andrea Faißt, Langläuferin und Fußballerin, in Titisee-Neustadt geboren. Ihr drei Jahre jüngerer Bruder Manuel Faißt ist Nordischer Kombinierer.
Sie begann im Alter von sieben Jahren mit dem Skispringen. In der Saison 2003/2004 nahm sie erstmals an FIS-Rennen teil, bei denen sie sich im Mittelfeld platzieren konnte. Die Athletin wurde 2005 im Alter von 15 Jahren Deutsche Meisterin. In der Saison 2005/2006 konnte sie sich erstmals unter den besten Zehn bei Wettkämpfen im Continental Cup (COC), der damals höchsten Wettkampfklasse im Damen-Skispringen, platzieren. Am 11. August 2005 belegte sie in Pöhla als beste deutsche Athletin den siebten Platz. Beim darauf folgenden Wettkampf in Meinerzhagen am 14. August 2005 wurde sie Sechste. Diese guten Resultate sicherten Faißt den siebten Gesamtrang in der FIS-Ladies-Tournee, einer ähnlich der Vierschanzentournee ausgetragenen Wettkampfserie mit vier Austragungsorten in Deutschland und Österreich. In der Gesamtwertung des Continental Cups belegte sie am Ende der Saison den 20. Platz.
Bei ihrer ersten Juniorenweltmeisterschaft 2006 im slowenischen Kranj erlangte sie den elften Platz. Ein Jahr später belegte sie im italienischen Tarvisio den achten Rang. Am 23. Januar 2008 ersprang Faißt beim COC-Springen in Toblach mit Platz vier das bis zu diesem Zeitpunkt beste Ergebnis ihrer Karriere. Bei der Juniorenweltmeisterschaft 2008 im polnischen Zakopane verpasste sie als Vierte knapp ihre erste internationale Medaille. Bei der im August 2008 in Oberhof ausgetragenen Deutschen Meisterschaft gewann sie gemeinsam mit ihrer Vereinskameradin Magdalena Schnurr Gold im Teamwettbewerb. Bei den COC-Sommerspringen 2009 erzielte sie am 12. August in Pöhla mit Platz zwei erstmals einen Podestplatz. Zwei Tage später in Oberwiesenthal wurde sie Dritte.
Ihre persönliche Bestweite von 138 Metern stellte Faißt im Winter 2009 in Titisee-Neustadt auf, wo sie als Vorspringerin beim Männer-Continental Cup an den Start ging. Jedoch hatte sie die Möglichkeit, mit erheblich mehr Anlauf zu starten. Bei ihrer vierten Juniorenweltmeisterschaft 2010 in Hinterzarten belegte sie den 11. Platz.
In der Saison 2010/11 entwickelte Faißt sich im B-Kader des Deutschen Skiverbands (DSV) zur besten deutschen Skispringerin: Beim Continental Cup am 8. Januar 2011 sprang sie auf der umgebauten Langenwaldschanze in Schonach im Schwarzwald auf Rang drei. Zu diesem Zeitpunkt hatte sie als Einzige im DSV-Kader bereits das Ticket für die Nordischen Skiweltmeisterschaften 2011 in der norwegischen Hauptstadt Oslo in der Tasche. Dort konnte sie sich mit dem 9. Platz im Einzelspringen auf der Normalschanze als beste deutsche Teilnehmerin platzieren.
In der Saison 2011/12 wurde der Skisprung-Weltcup erstmals auch für Frauen ausgetragen. Beim Auftaktspringen in Lillehammer erreichte Faißt den 3. Platz. Im weiteren Saisonverlauf platzierte sie sich mehrmals auf den vorderen Rängen, wenn auch kein weiteres Mal auf dem Podium. Am Ende der Saison belegte sie im Weltcup Platz 8.
Im Sommer 2012 wies Faißt einen Formrückstand gegenüber ihren Teamkolleginnen auf. Eine Operation am Innenmeniskus im April sowie acht Wochen Grundausbildung bei der Bundeswehr hatten sie aus dem Rhythmus gebracht. Zudem nahmen ihr zwei Trainingsstürze in Oberstdorf das Vertrauen in ihr Flugkönnen. Infolgedessen verzichtete sie auf den Sommer-Grand-Prix.
Im Skisprung-Weltcup 2012/13 konnte sie nicht an ihre Leistungen aus dem Vorjahr anknüpfen. Den Weltcup beendete sie auf Platz 25, ihr bestes Einzelresultat war Platz 14. Auch im Sommer-Grand-Prix 2013 sprang sie nur im Mittelfeld.
Faißt setzte sich die Qualifikation für die Olympischen Winterspiele 2014 in Sotschi zum Ziel. Nachdem sie mit mäßigen Leistungen in der Saison 2013/14 diese verpasst hatte, gab sie am 16. Januar 2014 ihren Rücktritt bekannt.

## Persönliches
Melanie Faißt legte als Schülerin des Skiinternat Furtwangen im Jahr 2009 am Wirtschaftsgymnasium der Robert-Gerwig-Schule in Furtwangen ihr Abitur ab. Nach einem Jahrespraktikum in Baiersbronn nahm sie im Oktober 2010 ein Bachelorstudium in Heilpädagogik an der Katholischen Hochschule Freiburg auf. Zum Zeitpunkt der Winter-Universiade 2013 war sie Lehramtsstudentin an der Pädagogischen Hochschule Weingarten.
Gemeinsam mit der Snowboarderin Isabella Laböck und der Skicrosserin Sabrina Weilharter war Melanie Faißt in der deutschsprachigen März-Ausgabe 2013 der Zeitschrift Playboy auf Aktfotos zu sehen.

## Statistik

### Weltcup-Platzierungen
| Saison  | Platz | Punkte |
| ------- | ----- | ------ |
| 2011/12 | 08.   | 409    |
| 2012/13 | 25.   | 111    |

### Grand-Prix-Platzierungen
| Saison | Platz | Punkte |
| ------ | ----- | ------ |
| 2013   | 30.   | 050    |

### Continental-Cup-Platzierungen
| Saison  | Platz | Punkte |
| ------- | ----- | ------ |
| 2004/05 | 38.   | 018    |
| 2005/06 | 20.   | 215    |
| 2006/07 | 32.   | 144    |
| 2007/08 | 36.   | 059    |
| 2008/09 | 41.   | 071    |
| 2009/10 | 05.   | 552    |
| 2010/11 | 04.   | 697    |
| 2011/12 | 13.   | 100    |
| 2012/13 | 20.   | 036    |